# ۸۲۸ (خورشیدی)
۸۲۸ هشتصد و بیست و هشتمین سال هجری خورشیدی است.